# Krabbels-Lovenhoek
Krabbels-Lovenhoek is een natuurgebied in de Antwerpse gemeenten Vorselaar en Zandhoven.
Het gebied meet meer dan 200 ha en het wordt beheerd door Natuurpunt.

## Geschiedenis
Vanouds lag hier het gehucht Lovenhoek, met een kapel, een café en enkele boerderijen. Begin 20e eeuw werd dit gehucht goeddeels verlaten. Een kapel en een stal herinneren hier nog aan. De kapel is van 1872.
In 2007 werd de kern van het gebied door Natuurpunt aangekocht en in de daaropvolgende jaren werd het gebied door aankopen uitgebreid.

## Gebied

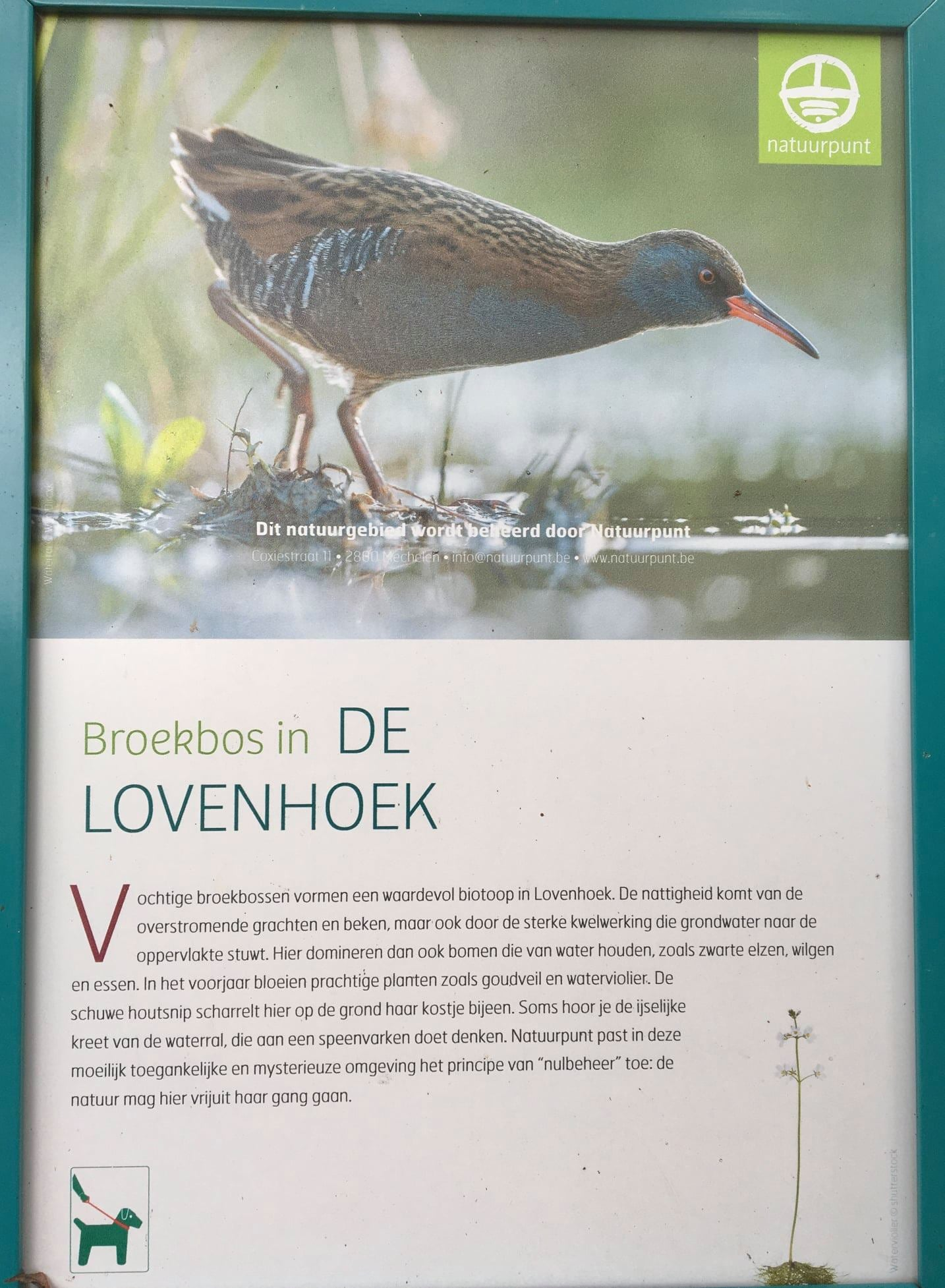

Het gebied omvat droge bossen en heidevelden maar ook vochtige loofbossen en kleinschalig voormalig landbouwgebied. In het noorden loopt de Molenbeek en de Kleine Beek. Een vlonderpad voert langs de vallei van de Molenbeek.

## Flora en fauna
In de oude loofbossen vindt men onder meer de bosanemoon en de slanke sleutelbloem. De vochtige heide is een groeiplaats voor dopheide en zonnedauw.
In de bossen vindt men veel spechten en ook roofvogels als havik, buizerd en wespendief. Verder vindt men in het gebied de ijsvogel, roerdomp, boomleeuwerik, kleine karekiet en blauwborst.
De bever is gevestigd in de beekdalen.

## Toegankelijkheid
Het gebied is toegankelijk voor wandelaars en is aangesloten op het wandelknooppuntennetwerk.